# Interruptor Glock

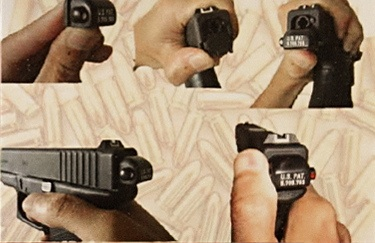
Un interruptor adjunto una pistola Glock.

Un interruptor Glock o interruptor automático es un dispositivo que se conecta a la parte de atrás de la corredera de una pistola Glock, convirtiendo la pistola semiautomática en una pistola ametralladora capaz de disparar de forma completamente automática. Como un tipo de fiador automático, funciona aplicando fuerza a la barra del gatillo para evitar que limite el fuego a una ronda de munición por tiro. El dispositivo es ilegal bajo la ley federal de los Estados Unidos.

## Trasfondo
El interruptor Glock, un tipo de fiador automático, funciona aplicando fuerza a la barra del gatillo de una pistola semiautomática para evitar que el límite de fuego sea a una ronda de municiones por tirón. Por lo tanto, convierte el arma en una pistola ametralladora capaz de disparar automáticamente varias rondas cuando el usuario aprieta y se mantiene presionando el gatillo. El dispositivo tiene aproximadamente el tamaño de una moneda de 25 centavos de dólar estadounidense y, cuando se instala en la parte trasera de la corredera de una pistola Glock (reemplazando la placa de cubierta de la corredera), agrega un interruptor de fuego selectivo; al accionar el interruptor, establece el arma en modo completamente automático. El interruptor tiende a reducir la precisión de las pistolas, lo que pone en peligro a los transeúntes que se encuentran cerca de los tiroteos.

## Historia
Una pistola con un interruptor Glock adjunto se ajusta a la definición de ametralladora ilegal según la ley federal de los Estados Unidos. La Ley de Protección de Propietarios de Armas de Fuego de 1986 hizo que las nuevas ametralladoras fueran ilegales para los civiles, prohibiendo la «posesión y transferencia de nuevas armas de fuego automáticas y piezas que disparan balas sin detenerse una vez que se presiona el gatillo», con la excepción de las ametralladoras fabricadas antes del 19 de mayo de 1986. Las personas que se encontrasen con una pistola modificada con interruptor pueden ser procesadas a nivel federal. Las sanciones por posesión de una ametralladora no registrada en los Estados Unidos son de hasta $ 250 000 de multa y penas de prisión de hasta 10 años.
En 2019, la Agencia de Alcohol, Tabaco, Armas de Fuego y Explosivos recuperó miles de dispositivos que se importaron de China. En 2021 y 2022, la gente ha estado fabricando los interruptores con impresoras 3D. En marzo de 2022, una investigación de Vice News descubrió que los procesamientos federales relacionados con dispositivos de conversión han aumentado desde 2017. Determinaron que de 2017 a 2022, los avances en impresoras 3D de bajo costo y el comercio global en Internet han hecho que los dispositivos estén disponibles por tan solo US$20. En 2022, las autoridades federales documentaron un aumento dramático en la prevalencia de los interruptores Glock.